# Convolvulus rhyniospermus
Convolvulus rhyniospermus Choisy – gatunek pnącza należący do rodziny powojowatych. Występuje naturalnie w Egipcie.

## Rozmieszczenie geograficzne
Rośnie naturalnie w Egipcie. Według innych źródeł jego zakres obejmuje tereny od Afryki aż po Pakistan i północno-zachodnią część Indii.

## Morfologia
ŁodygaDorasta do 15–40 cm wysokości. Pędy są bardzo rozgałęzione i owłosione.
LiścieMają 10–37 cm długości. Mają lancetowaty lub eliptyczny kształt.
KwiatyPojawiają się u podstawy łodygi. Białe płatki mają 5–8 mm długości, o jajowatym bądź lancetowatym kształcie. Zalążnia jest naga.
OwocePosiada brązowe nasiona o długości 2 mm.
Gatunek podobnyConvolvulus glomeratus.

## Biologia i ekologia
Roślina jednoroczna. Naturalnym habitatem są suche tereny, najczęściej pustynie. Gatunek charakteryzuje się zmiennym kształtem liści.